# Кубок Бельгии по волейболу среди женщин
Кубок Бельгии по волейболу среди женщин — ежегодное соревнование женских волейбольных команд Бельгии. Проводится с 1968 года.

## Формула соревнований
Соревнования проходят по системе плей-офф («осень-весна»). Победители полуфинальных матчей в финале определяют обладателя Кубка. В финале розыгрыша 2024/25 «Астерикс-Аво» победил «Гент» 3:1.

## Победители
| - 1968 ВОГ Остенде - 1969 ВОГ Остенде - 1970 ВОГ Остенде - 1971 «Хермес» Остенде - 1972 «Хермес» Остенде - 1973 ВОГ Остенде - 1974 «Дилбек-Иттербек» - 1975 ВОГ Остенде - 1976 ВОГ Остенде - 1977 «Хермес» Остенде - 1978 «Дилбек-Иттербек» - 1979 «Темсе» - 1980 «Дилбек-Иттербек» - 1981 «Дилбек-Иттербек» - 1982 «Хермес» Остенде - 1983 «Хермес» Остенде - 1984 «Дендерхаутем» Дендерлеу - 1985 «Антониус» Херенталс - 1986 «Хале» - 1987 «Антониус» Херенталс - 1988 «Херманас» Вервик - 1989 «Темсе» - 1990 «Антониус» Херенталс - 1991 «Темсе» - 1992 «Датовок» Тонгерен - 1993 «Брейтекс» Херенталс - 1994 «Датовок» Тонгерен - 1995 «Дофин» Шарлеруа - 1996 «Астерикс» Килдрехт | - 1997 «Керхер» Херенталс - 1998 «Астерикс» Килдрехт - 1999 «Астерикс» Килдрехт - 2000 «Исола» Тонгерен - 2001 «Астерикс» Килдрехт - 2002 «Астерикс» Килдрехт - 2003 «Эбурон» Тонгерен - 2004 «Эбурон» Тонгерен - 2005 «Эбурон» Тонгерен - 2006 «Астерикс» Килдрехт - 2007 «Астерикс» Килдрехт - 2008 «Астерикс» Килдрехт - 2009 «Гент» - 2010 «Астерикс» Килдрехт - 2011 «Астерикс» Килдрехт - 2012 «Дофин» Шарлеруа - 2013 «Аудегем» Дендермонде - 2014 «Астерикс» Килдрехт - 2015 «Астерикс» Килдрехт - 2016 «Астерикс» Килдрехт - 2017 «Астерикс-Аво» Беверен - 2018 «Астерикс-Аво» Беверен - 2019 «Хермес» Остенде - 2020 «Хермес» Остенде - 2021 «Астерикс-Аво» Беверен - 2022 «Аудегем» Дендермонде - 2023 «Астерикс-Аво» Беверен - 2024 «Астерикс-Аво» Беверен - 2025 «Астерикс-Аво» Беверен |

## Источник
- Волейбол. Энциклопедия/Сост. В. Л. Свиридов. Москва: Издательства «Человек» и «Спорт» — 2016.